# Julian King

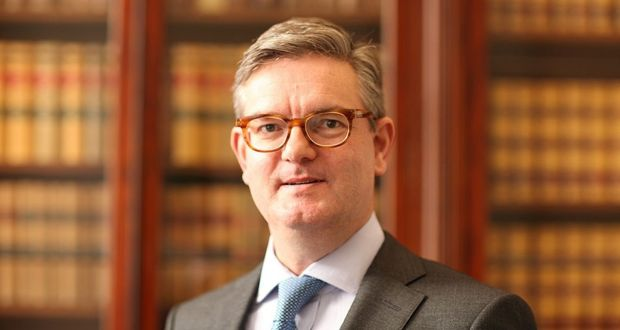
Julian King

Sir Julian King GCMG, KCVO (* 22. August 1962 in Nordirland) ist ein britischer Diplomat und Politiker. Er war britischer Botschafter in Irland (2009–12) und Frankreich (2016). Von 2016 bis 2019 war er in der Kommission Juncker als EU-Kommissar für die Sicherheitsunion zuständig.

## Leben
Julian King wurde 1962 in Nordirland geboren. Er studierte am St Peter’s College der englischen Universität Oxford Philosophie und Theologie und schloss mit einem BA ab. Danach studierte er an der französischen École nationale d’administration. Dort lernte er die Dänin Lotte Knudsen kennen, die er 1992 heiratete. Sie ist beim Europäischen Auswärtigen Dienst tätig.

### Diplomatische Laufbahn

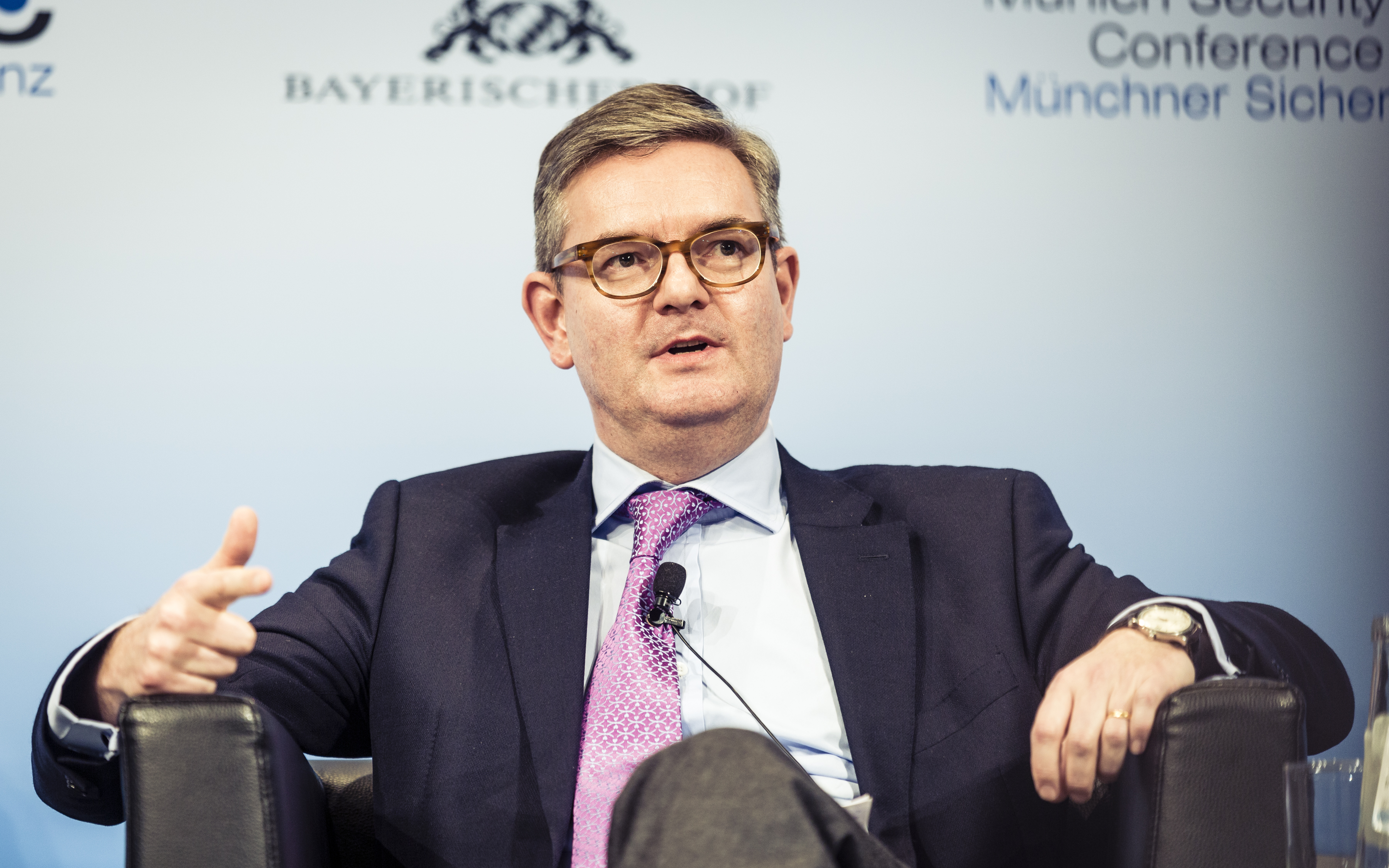
King während der 53. Münchner Sicherheitskonferenz (2017)

Ab 1985 war King Beamter des britischen Außenministeriums (Foreign and Commonwealth Office). Von 1987 bis 1990 war er in Paris stationiert. Als Experte für die NATO und Gemeinsame Außen- und Sicherheitspolitik der EU absolvierte er Stationen in Luxemburg, Den Haag und Lissabon. Von 1998 bis 2003 war er in der Ständigen Vertretung Großbritanniens bei der EU in Brüssel tätig, wo er sein Land in Fragen der EU-„Osterweiterung“ und der Sicherheitspolitik vertrat. Von 2003 bis 2004 war er Botschaftsrat in der Ständigen Vertretung des Vereinigten Königreichs bei den Vereinten Nationen in New York mit Zuständigkeit für Verhandlungen im UN-Sicherheitsrat.
Anschließend war er bis 2007 der ständige Vertreter Großbritanniens beim Politischen und Sicherheitspolitischen Komitee der EU in Brüssel, dem er während der Präsidentschaft seines Landes im Jahr 2005 vorstand. Im Jahr 2008 wurde er Kabinettschef von EU-Handelskommissar Peter Mandelson, dabei vertrat er die EU bei der Doha-Runde der Welthandelsorganisation. Von 2009 bis 2011 war er britischer Botschafter in Irland, anschließend bis 2014 Generaldirektor im Northern Ireland Office und dann bis 2015 Generaldirektor für Wirtschafts- und Konsularangelegenheiten im Außenministerium. Im Februar 2016 trat er den Posten als britischer Botschafter in Paris an.
2014 wurde King von Königin Elisabeth II. zum Ritter des Victoria-Ordens geschlagen.

### EU-Kommissar
Am 8. Juli 2016 wurde King vom britischen Premierminister David Cameron als neuer britischer EU-Kommissar nominiert. King wurde am 19. September 2016 zum Kommissar für das neue Ressort Sicherheitsunion ernannt. Er folgte damit seinem Vorgänger Lord Jonathan Hill, der auf Grund des Brexit-Referendums am 25. Juni 2016 zurückgetreten war. Seine Amtszeit als EU-Kommissar endete mit dem Amtsantritt der Kommission von der Leyen I am 1. Dezember 2019.